# Raquel Kasham Daniel
Raquel Kasham Daniel é uma educadora, empreendedora social e autora nigeriana. Ela escreveu vários livros, incluindo FLOW: a girl's guide to menstruation. Ela recebeu vários prêmios por seus trabalhos na educação de crianças marginalizadas na Nigéria. Ela também recebeu o Prêmio Africano Luther King Heroes. Ela fundou a Beyond the Classroom Foundation como uma resposta às necessidades sociais e educacionais de crianças carentes e criou a Nzuriaiki.com, uma plataforma online que conecta organizações sem fins lucrativos com voluntários na África.

## Prêmios e reconhecimentos
- Prêmio Africano Luther King Heroes[8]
- Prêmio Mulheres Empreendedoras Sociais.[4]
- Prêmio Mulheres Realizadoras[9]
- Prêmio de Honra ao Desenvolvimento Comunitário da Nigéria.[10]
- Prêmio de Liderança La Roche[11]